# Carnival Diablos
Carnival Diablos è l'ottavo album in studio della thrash metal band canadese Annihilator, pubblicato nel 2001 dalla Steamhammer Records.

## Tracce
1. Denied – 5:24 (testo: Comeau – musica: Waters)
2. The Perfect Virus – 4:44 (Waters)
3. Battered – 5:22 (Waters)
4. Carnival Diablos – 5:09 (testo: Comeau – musica: Waters)
5. Shallow Grave – 4:22 (testo: Waters, Comeau – musica: Waters)
6. Time Bomb – 4:50 (testo: Waters, Comeau – musica: Waters)
7. The Rush – 4:50 (testo: Waters, Comeau – musica: Waters)
8. Insomniac – 6:15 (testo: Comeau – musica: Waters)
9. Liquid Oval – 3:52 (Waters)
10. Epic Of War – 5:47 (Waters)
11. Hunter Killer – 9:10 (Waters) – Il brano "Hunter Killer" dura 6:00. Dopo 30 secondi di silenzio, inizia la ghost track Chicken and Corn.

Durata totale: 59:45

## Edizione speciale
Venne pubblicata anche un'edizione speciale del disco che, oltre a contenere due bonus track, includeva poster, sticker e varie foto.

### Tracce
1. Denied – 5:24 (testo: Comeau – musica: Waters)
2. The Perfect Virus – 4:44 (Waters)
3. Battered – 5:22 (Waters)
4. Carnival Diablos – 5:09 (testo: Comeau – musica: Waters)
5. Shallow Grave – 4:22 (testo: Waters, Comeau – musica: Waters)
6. Time Bomb – 4:50 (testo: Waters, Comeau – musica: Waters)
7. The Rush – 4:50 (testo: Waters, Comeau – musica: Waters)
8. Insomniac – 6:15 (testo: Comeau – musica: Waters)
9. Liquid Oval – 3:52 (Waters)
10. Epic Of War – 5:47 (Waters)
11. Hunter Killer – 9:10 (Waters) – Contiene la ghost track Chicken and Corn (2:33) dopo un minuto di silenzio.
12. The Box (live) – 4:33 (Waters)
13. Riff Raff (live) – 9:43 (Scott, A. Young, M. Young) – (cover degli AC/DC)

Durata totale: 74:01

## Formazione
- Joe Comeau - voce
- Jeff Waters - chitarra solista, coro
- Dave Scott Davis - chitarra ritmica
- Russell Bergquist - basso
- Ray Hartmann - batteria